# Phép biến đổi Bogoliubov
Trong vật lý lý thuyết, phép biến đổi Bogoliubov, còn được gọi là phép biến đổi Bogoliubov-Valatin, được phát triển độc lập vào năm 1958 bởi Nikolay Bogolyubov và John George Valatin để tìm nghiệm của lý thuyết BCS trong một hệ đồng nhất. Phép biến đổi Bogoliubov là một dạng đẳng cấu của đại số quan hệ giao hoán chính tắc hoặc đại số quan hệ đối phản chính tắc. Điều này gây ra sự tương đương tự động trên các phép biểu diễn tương ứng. Phép biến đổi Bogoliubov thường được sử dụng để chéo hóa Hamiltonian, dẫn đến các nghiệm dừng của phương trình Schrödinger tương ứng. Phép biến đổi Bogoliubov cũng rất quan trọng để hiểu được hiệu ứng Unruh, bức xạ Hawking, hiệu ứng pairing trong vật lý hạt nhân và nhiều vấn đề khác.
Phép biến đổi Bogoliubov thường được sử dụng để chéo hóa các Hamiltonian, với một phép biến đổi hàm trạng thái tương ứng. Các giá trị riêng của toán tử được tính toán với Hamiltonian được chéo hóa trên hàm trạng thái đã biến đổi, do đó giống như trước đó.

## Ví dụ về mode boson đơn
Xét mối quan hệ giao hoán chính tắc cho các toán tử sinh và hủy boson trong hệ cơ sở dao động điều hòa
{\displaystyle \left[{\hat {a}},{\hat {a}}^{\dagger }\right]=1~.}
Xác định một cặp toán tử mới
{\displaystyle {\hat {b}}=u{\hat {a}}+v{\hat {a}}^{\dagger }}
{\displaystyle {\hat {b}}^{\dagger }=u^{*}{\hat {a}}^{\dagger }+v^{*}{\hat {a}}~,}
đối với số phức u và v, trong đó số sau là liên hợp Hermite của số thứ nhất.